# الذي لا يقهر (فلم 2006)
الذي لا يقهر (بالإنجليزية: Invincible) فيلم رياضي من إنتاج الولايات المتحدة الأمريكية سنة 2006، خراج إريكسون كور وبطولة مارك والبيرغ، غريغ كينير وإليزابيث بانكس. الفيلم مستوحي من القصة الحقيقية للرياضي فينس بابال الذي نشط في فريق صقور فيلادلفيا بين 1976 و1978.

## طاقم التمثيل
- مارك والبيرغ في دور فينس بابال
- غريغ كينير في دور ديك فيرمل
- إليزابيث بانكس في دور جانات كانترال

## الاستقبال النقدي
الفيلم حاصل على نسبة 71% على موقع الطماطم الفاسدة بناءً 132 مراجعة.

## وصلات خارجية
- الموقع الرسمي
- مقالات تستعمل روابط فنية بلا صلة مع ويكي بيانات